# Carolina Perpetuo
Lucía Carolina Perpetuo González (o sencillamente Carolina Perpetuo) es una modelo, animadora y actriz venezolana nacida en la Cruz Roja de Caracas el 1 de abril de 1963.

## Biografía
En 1984, mientras cursaba estudios Políticos en la UCV participó como extra en telenovelas de RCTV como Marisela, Residencias 33, "Selva María" y Cristal donde era una de las modelos de Pasarela de la Casa Victoria". También figuraba en publicidad impresa y televisiva. Es luego de su participación en el certamen "Miss Venezuela" en 1986 que sus apariciones se hacen cada vez más frecuentes en comerciales y videoclips, así como también mayores y mejores participaciones actorales hasta lograr roles protagónicos. Recibe formación actoral en la Academia Nacional de Ciencias y Artes del Cine y TV con Amalia Pérez Díaz como docente (1987-1989) Cursa taller de práctica actoral con Enrique Porte (1990) y el taller de conocimiento Actoral con Juan Carlos Gene y Verónica Oddo.
Ha tenido una dilatada trayectoria artística. Para el mundo de la televisión ha intervenido en unas 15 telenovelas; protagonizó Caribe, De mujeres, El perdón de los pecados, Más que amor frenesí, Contra viento y marea, El país de las mujeres, Al son del amor (junto al reconocido músico y cantante nicaragüense Luis Enrique Mejia, grabada en la Isla de Puerto Rico), así como también unos cuantos unitarios de RCTV. En el teatro empezó con la obra Así es si así os parece, de Luigi Pirandello, dirigida por Ibrahim Guerra, luego sustituye a la actriz titular quien sufre un accidente en la pieza escrita y dirigida por Rodolfo Santana Con los Fusibles Volados en la sala Ana Julia Rojas de El Ateneo de Caracas, luego forma parte del Teatro Profesional de Venezuela con la producción El pez que fuma de Román Chalbaud y la dirección de José Ignacio Cabrujas. En el cine realizó un cortometraje de Carlos Villegas, junto a Manuel Sainz llamado Remoto, que ganó premios de la Asociación de Autores Cinematográficos de Venezuela (ANAC), y el reconocimiento como Mejor actriz protagónica Y luego hizo Borrón y cuenta nueva, de Henrique Lazo. En radio condujo junto a los periodistas Aquilino José Mata y Alfredo Sánchez (Neco), el programa "La gran Metrópolis" por RCR710am.

## Filmografía

### Telenovelas y series
| Año       | Telenovela                 | Personaje                                                        | Canal                   |
| --------- | -------------------------- | ---------------------------------------------------------------- | ----------------------- |
| 1987      | Primavera                  | Cristina París Velutini                                          | RCTV                    |
| 1988      | Señora                     | Evangelina Graterol                                              | RCTV                    |
| 1988      | Abigail                    | Verónica                                                         | RCTV                    |
| 1989      | Amanda Sabater             | Wilma Mariño                                                     | RCTV                    |
| 1989      | Rubí rebelde               | Ana María                                                        | RCTV                    |
| 1990      | De mujeres                 | Aurora Marcano                                                   | RCTV                    |
| 1990-1991 | Caribe                     | Manolita Contreras                                               | RCTV                    |
| 1996-1997 | El perdón de los pecados   | Margarita Guánchez                                               | Venevisión              |
| 1997      | Contra viento y marea      | Virginia Lugo                                                    | Venevisión              |
| 1998-1999 | El país de las mujeres     | Miranda Fuentes Gómez                                            | Venevisión              |
| 2001      | Más que amor... Frenesí    | Mercedes Fajardo de López                                        | Venevisión              |
| 2002      | Rosa Maria                 | Maria Fajardo López de Sotomayor                                 | Id Red Canal Television |
| 2005-2006 | Se solicita príncipe azul  | Dalia Quintero                                                   | Venevisión              |
| 2006-2007 | Voltea pa' que te enamores | María Antonia "La Nena" Cifuentes Soublette Vda. de Aristiguieta | Venevisión              |
| 2008-2009 | ¿Vieja yo?                 | Rosalía Torres de Estaba                                         | Venevisión              |
| 2010-2011 | La mujer perfecta          | Renata Volcán de Sanabria                                        | Venevisión              |
| 2012      | Mi ex me tiene ganas       | Antonia París                                                    | Venevisión              |
| 2023      | Juego de mentiras          | Nicole                                                           | Telemundo               |
| 2024      | Sed de venganza            | Ninette Ferrero                                                  | Telemundo               |

### Películas
| Año  | Título                | Personaje | Nota |
| ---- | --------------------- | --------- | ---- |
|      | Confía en mí          |           |      |
| 2000 | Borrón y cuenta nueva |           |      |

### Programas y reality
| Año  | Título                 | Rol/Personaje | Canal           |
| ---- | ---------------------- | ------------- | --------------- |
| 2013 | Más allá de la Belleza | Presentadora  | Venevisión Plus |

## Teatro
- Esperando al Italiano

## Radio
- La gran Metrópolis por RCR750am